# Глигор Каневче
Глигор Х. Каневче (на македонска литературна норма: Глигор Каневче) е учен, инженер от Северна Македония, академик на Македонската академия на науките и изкуствата от 2000 година.

## Биография
Каневче е роден в 1946 година в Охрид и принадлежи към големия охридски български род Каневчеви. Завършва гимназия в родния си град, а в 1969 година - Техническия факултет на Белградския университет. В 1982 година защитава докторат в Техническия факултет в Нови Сад. Постъпва в Института за ядрени науки „Борис Кидрич“ във Винча (1970 - 1983), като водещ изследовател. След това работи като асистент в Техническия факултет в Белград (1975 - 1980), а от 1983 година - като професор в Техническия факултет на Битолския университет. От 1995 до 1997 година е декат на факултета, а по-късно е председател на Сената на университета. Член е на Дружеството за наука и изкуство - Битоля от 1986 година. В 2000 година е избран за академик.